# 스네이크 (1973년 영화)
스네이크(Sssssss)는 미국에서 제작된 버나드 L. 코왈스키 감독의 1973년 공포, SF, 스릴러 영화이다. 스트로더 마틴 등이 주연으로 출연하였고 다니엘 C. 스트리페크 등이 제작에 참여하였다.

## 출연

### 주연
- 스트로더 마틴
- 더크 베네딕트

### 조연
- 헤더 멘지스
- 리차드 B. 슐
- 팀 오코너
- 잭 깅
- 캐슬린 킹
- 렙 브라운
- 테드 그로스먼
- 찰스 실
- 레이 발라드
- 브렌단 번즈
- 릭 베크너
- 짐 드럼
- 에드 맥크레디
- 프랭크 코왈스키
- 랠프 몽고메리
- 마이클 마스터스
- 펠릭스 실라
- 노블 크레이그